# Stojan Tschomakow

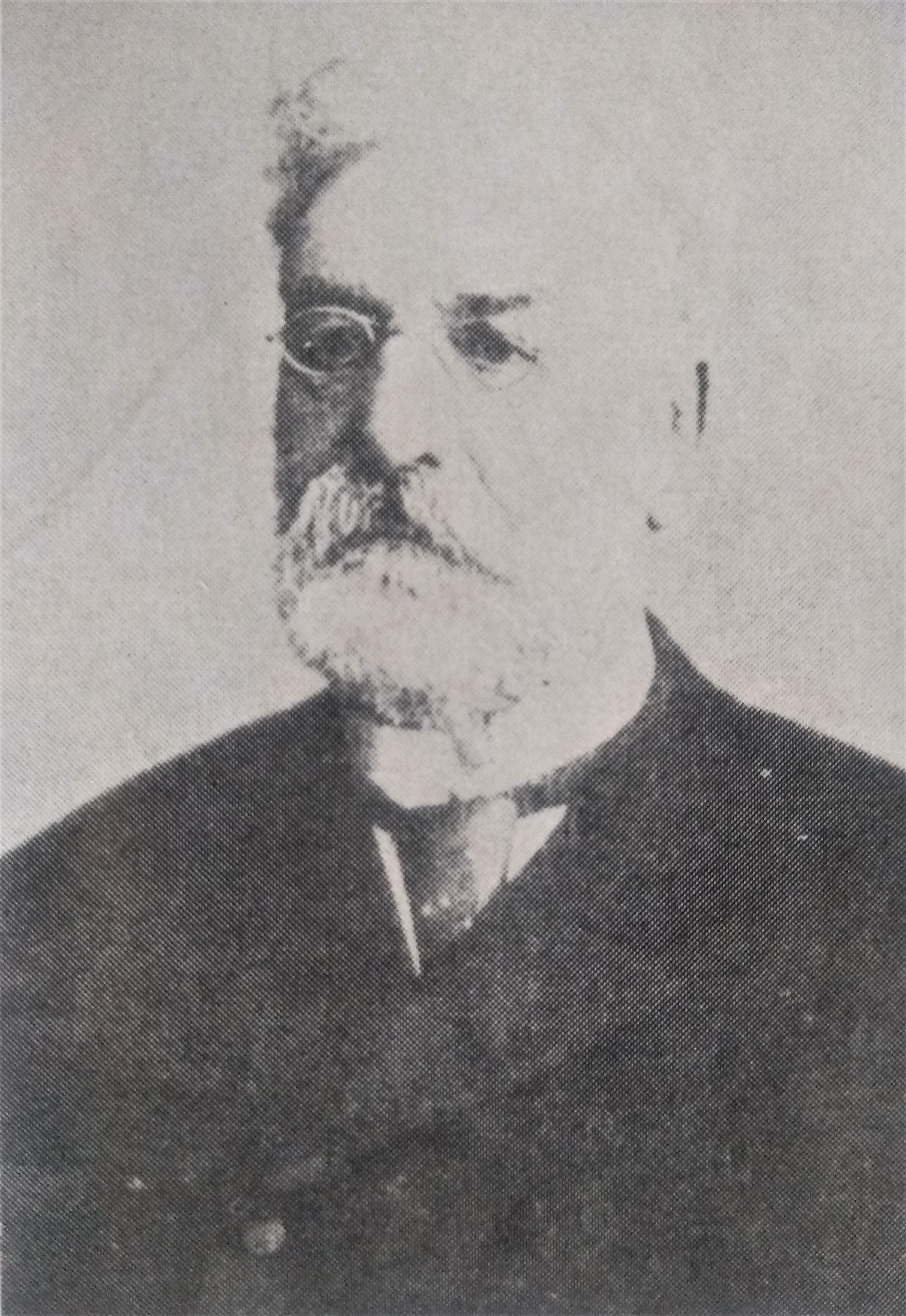
Stojan Tschomakow

Stojan Iwanow Tschomakow (* 1819 in Kopriwschtiza; † 5. Dezember 1893 in Plowdiw), bulgarisch Стоян Иванов Чомаков, war ein bulgarischer Arzt und Politiker.

## Leben
Er war ein Sohn des Tschorbadshi Iwan Tschomakow und der Gruda, geborene Tschalăkowa (der Tochter des reichen und mächtigen Todor Wălko(witsch) Tschalăkow, genannt: Todor Bey, ca. 1730–1818). Das Paar hatte noch zwei weitere Söhne: Saltscho und Todor.
Stojan Tschomakow besuchte zunächst die von seinem Großvater gegründete bulgarische Klosterschule in seiner Heimatstadt Kopriwschtiza. Er wechselte 1831 ins Griechische Progymnasium von Plowdiw, bevor er auf der Insel Andros die von Theophilos Kaïris geführte Schule besuchte. Unter seinen Mitschülern auf Andros waren Iwan Dobrowski, Ilarion Makariopolski oder Petar und Konstantin Mischajkow. Als die Schule 1839 geschlossen wurde, wechselte Stojan ins Athener Gymnasium. Danach studierte er in Pisa Medizin und promovierte auch dort. In der Folge arbeitete er eine Zeit in Florenz, um sich praktische medizinische Kenntnisse anzueignen. Nach einiger Zeit ging er nach Paris, wo er sich zum Chirurgen spezialisierte.
In das Osmanische Reich zurückgekehrt, war er in der Handelsstadt Plowdiw, der größten Stadt in Thrakien und mittlerweile Sitz der Familie, zwischen 1848 und 1860 der erste praktizierende Arzt. Zusätzlich eröffnete er 1849 die erste Apotheke in der Stadt.
Tschomakow war ein  gebildeter Mann, der mehrere Sprachen beherrschte und verschiedenen Interessen nachging. So trat er auf der Ebene der Kirchenpolitik für die bulgarische Wiedergeburt ein, kämpfte gegen das von Griechen dominierte ökumenische Patriarchat von Konstantinopel. 1861 ging er darum als Vertreter der Plowdiwer Diözese nach Konstantinopel, wo er im christlichen Stadtteil Phanar lebend, als Arzt praktizierte und für die Interessen der Bulgaren auf eine eigene, von ihnen geleitete Kirche eintrat. Dieses Ziel wurde 1870 erreicht, als der osmanische Sultan durch einen Ferman das Bulgarische Exarchat begründete, welches nicht mehr unter dem Patronat des griechisch-orthodoxen Patriarchats in Konstantinopel stehen sollte. Damit war eine sehr wichtige Etappe auf dem Weg zur bulgarischen Wiedergeburt erreicht.
1878, nach der Befreiung des Siedlungsgebietes der Bulgaren im Rahmen des Russisch-Osmanischen Krieges, ging Tschomakow nach Plowdiw zurück. In Folge des Berliner Kongresses kam es jedoch zur Trennung Bulgariens, wobei der südöstliche Teil wieder an das Osmanische Reich fiel, allerdings (als Provinz Ostrumelien, mit Plowdiw als Hauptstadt) Autonomie erhielt. Tschomakow trat nun der Liberalen Partei bei, wurde Abgeordneter der ostrumelischen Volksversammlung und war auch 1881–1882 Mitglied im Ständigen Rat.
Im Rahmen des Volksaufstandes 1885, der die Vereinigung mit dem Fürstentum Bulgarien erreichen wollte, bot ihm die Volksversammlung die Stelle des fürstlichen Kommissionärs für Ostrumelien an, was er ablehnte und nur die des Stellvertreters annahm. Im September 1885 zu Verhandlungen mit der Regierung nach Konstantinopel geschickt, verhaftete man ihn und seine Begleiter. Durch seine Bekanntschaft mit vielen hohen osmanischen Regierungsangehörigen ließ man die Delegation jedoch bald wieder frei.
1885–1887 praktizierte Tschomakow als Arzt. Daneben war er Vorsitzender des städtischen Sanitätsrates, wie auch Vorsitzender des Wohltätigkeitsvereins St. Panteleimon. Dieser verwaltete das Plowdiwer Krankenhaus und unterstützte arme kranke Bürger.
Als Abgeordneter der gesamtbulgarischen Volksversammlung sowie der Großen Volksversammlung wurde er 1887 als Minister für Volksbildung nach Sofia berufen.
Er war Mitglied der Bulgarischen Literarischen Gesellschaft, aus der 1911 die Bulgarische Akademie der Wissenschaften hervorging.
Stojan Tschomakow ließ für seine Familie in der Altstadt (Uliza Saborna 18) von Plowdiw 1858–1860 eine äußerlich und auch im Innern prächtige Villa im Stil des Neoklassizismus errichten. Als sein Gast logierte hier nicht nur der erste bulgarische Fürst Alexander I. aus dem Hause Battenberg, sondern auch mehrmals Fürst / Zar Ferdinand I. aus dem Hause Sachsen-Coburg und Gotha. Späterhin vielfachen, wenig artgerechten Nutzungen unterworfen, befindet sich heute in dem Haus eine Ausstellung für den Maler Slatju Bojadschiew (1903–1976).
Stojan Tschomakow war verehelicht mit einer Tochter von Dimitraki Haskoiliüt, die vor 1861 verstarb und mit der er zwei Töchter hinterließ. Als Plowdiwer Delegierter an der Beisetzung des ehemaligen Fürsten Alexander I. am 26. November 1893 in Sofia teilnehmend, erkältete er sich so stark, dass er wenige Tage darauf verstarb; seine Beisetzung erfolgte in der Kirche Sweti Archangel Mihail in Plowdiw.
Zu Ehrung des Arztes und Politikers trägt in Plowdiw eine Straße den Namen: Uliza Stojan Tschomakow.